# Agathia curvifiniens
Agathia curvifiniens là một loài bướm đêm trong họ Geometridae.